# Cestrum coelophlebium
Cestrum coelophlebium là loài thực vật có hoa trong họ Cà. Loài này được O.E.Schulz mô tả khoa học đầu tiên năm 1912.